# Parvathipuram (Andhra Pradesh)
Parvathipuram, est une ville et le chef-lieu du district de Parvathipuram Manyam dans l'État d'Andhra Pradesh en Inde. 
Selon le recensement de l'Inde de 2011, la localité compte une population de 53 844 habitants.